# L'àngel negre
L'àngel negre (títol original: L'Ange noir) és una pel·lícula francesa dirigida per Jean-Claude Brisseau el 1994 que aleshores el principal paper confiat al cinema a la cantant Sylvie Vartan. Ha estat doblada al català.

## Argument
Stephane Feuvier assassina de manera cruel un home al palau on ella viu. És l'esposa de l'il·lustre magistrat George Feuvier, un home important de l'alta societat bordelesa. Amb l'ajuda de la seva criada Madeleine s'ho fa venir bé per fer creure en una temptativa de violació, i així legitimar el seu crim. El seu espòs, contractarà un dels millors advocats de la ciutat per defensar-la.

## Repartiment
- Sylvie Vartan: Stéphanie Feuvrier
- Michel Piccoli: Georges Feuvrier
- Tchéky Karyo: Paul Delorme
- Alexandra Winisky: Cécile
- María Luisa García: Madeleine
- Philippe Torreton: Christophe
- Bernard Verley: Pitot
- Claude Faraldo: Aslanian
- Claude Giraud: Romain Bousquet
- Claude Winter: Sra. Pitot
- Henri Lambert: el jutge Dumas
- Francine Olivier: Sra. Dumas
- Gérard Lecaillon: l'inspector de policia
- Aline Perrier: la noia
- Jean Bourgnac: el director de la presó